# Karl Wilhelm Ernst Heimbach
Karl Wilhelm Ernst Heimbach, född 29 september 1803 i Merseburg, död 4 juli 1865, var en tysk jurist.
Heimbach blev 1827 extra ordinarie professor vid Leipzigs universitet, 1828 ordinarie professor vid Jena universitet och 1832 Oberappellationsrat. Han utgav tillsammans med sin bror Gustav Ernst Heimbach en kritisk upplaga av den bysantinska lagboken "Basilika". Bland hans skrifter kan i övrigt nämnas Lehrbuch des sächsischen Prozesses (1852–53).